# بيت عبود (جبلة)

تعديل مصدري - تعديل

بيت عبود هي إحدى قرى عزلة الربادي بمديرية جبلة التابعة لمحافظة إب، بلغ تعداد سكانها 250 نسمة حسب تعداد اليمن لعام 2004.